# Hyaleucerea boliviana
Hyaleucerea boliviana är en fjärilsart som beskrevs av Max Wilhelm Karl Draudt 1915. Hyaleucerea boliviana ingår i släktet Hyaleucerea och familjen björnspinnare. Inga underarter finns listade i Catalogue of Life.